# بییاموئلاس
بییاموئلاس (به اسپانیایی: Villamuelas) یک شهرستان در اسپانیا است که در استان تولدو واقع شده‌است.

## خصوصیات
بییاموئلاس ۴۳ کیلومترمربع مساحت و ۷۳۷ نفر جمعیت دارد و ۶۰۰ متر بالاتر از سطح دریا واقع شده‌است.